# Yuhina humilis
Yuhina humilis là một loài chim trong họ Zosteropidae.